# Кабинет Марин
Кабинет Марин (фин. Marinin hallitus, швед. Regeringen Marin) — кабинет министров Финляндии во главе с премьер-министром Санной Марин (Социал-демократическая партия Финляндии, СДП), сформированный 10 декабря 2019 года; 76-й кабинет министров в истории страны. Помимо СДП, в правительственную коалицию вошли Финляндский центр, Зелёный союз, Левый союз и Шведская народная партия. Правительство по причине такого представительства называют «левоцентристским». Общее число министров в правительстве — 19.
После парламентских выборов 2023 года Санна Марин подала в отставку. 20 июня, после того, как кандидатура Петтери Орпо была одобрена финским парламентом, было сформировано новое правительство страны — кабинет Орпо.

## Историческая справка
На парламентских выборах в Финляндии, состоявшихся 14 апреля 2019 года, победу одержала Социал-демократическая партия Финляндии во главе со своим председателем Антти Ринне, получившая в эдускунте (парламенте) 40 мест (из двухсот). Традиционные союзники СДП, Зелёные и Левый союз, получили в эдускунте 20 и 16 мест соответственно. Таким образом, для создания правительства Ринне было необходимо заручиться поддержкой ещё как минимум одной крупной партии. После того, как он заявил, что не хочет работать в одном правительстве с партией Истинные финны, таких крупных партий осталось две — Финляндский центр и Национальная коалиция. В СМИ отмечалось, что вполне возможен как один вариант, так и другой, поскольку у социал-демократов есть общие позиции с обеими партиями: например, с Центром — по вопросами налогообложения и социальной политики, а с Коалицией — по вопросам образования и развития больших городов.
8 мая 2019 года Антти Ринне после консультаций по формированию правительства, которые он проводил с представителями всех парламентских партий, объявил, что к участию в переговорах по формированию нового кабинета министров приглашены Финляндский центр, Зелёный союз, Левый союз и Шведская народная партия (у СДП и этих четырёх партий в сумме имелось 117 парламентских мест). Ринне заявил, что главной задачей будущего правительства является борьба с неравенством в обществе, а другими важными вопросами являются — проблема изменения климата, занятость и образование. Лидер коалиционеров Петтери Орпо, комментируя это решение, сообщил, что у его партии имеются большие разногласия с СДП в области экономической политики, налогов и политики занятости.
3 июня 2019 года было объявлено о достижении договорённости относительно распределения министерств между представителями партий.
6 июня 2019 года состоялась церемониальная встреча Антти Ринне (как главы партии, выигравшей последние парламентские выборы) с президентом Финляндии Саули Ниинистё. В этот же день кандидатура Ринне на посту премьер-министра страны была одобрена финским парламентом (111 голосов «за» и 74 голоса «против»). После того, как в этот же день Саули Ниинистё принял отставку действующего кабинета министров (кабинета Сипиля), он утвердил новый кабинет (так называемый кабинет Ринне). В этот же день министры приняли присягу, обязавшись соблюдать Конституцию Финляндии и законы.
29 ноября министр по делам местного самоуправления и управления собственностью Сирпа Паатеро ушла в отставку, а 3 декабря — премьер Антти Ринне на фоне скандала вокруг забастовки работников Posti Group. На внутрипартийном голосовании 8 декабря был избран новый премьер-министр — Санна Марин. 10 декабря кандидатура Марин была одобрена финским парламентом (99 голосов «за» и 70 голосов «против»).

## Состав правительства
Состав правительства:
| Кабинет Марин                                                             |                                                             | |                          |
| Пост                                                                      | Имя                                                         | Период полномочий | Партия                   |
| Премьер-министр                                                           | Санна Марин                                                 | 10 декабря 2019 — 20 июня 2023                                                                                           | СДП                      |
| Заместитель премьер-министра                                              | Катри Кулмуни Матти Ванханен Анника Саарикко                | 10 декабря 2019 — 9 июня 2020 9 июня — 10 сентября 2020 10 сентября 2020 — 20 июня 2023                                  | Финляндский центр        |
| Министр финансов                                                          | Катри Кулмуни Матти Ванханен Анника Саарикко                | 10 декабря 2019 — 9 июня 2020 9 июня 2020 — 27 мая 2021 27 мая 2021 — 20 июня 2023                                       | Финляндский центр        |
| Министр внутренних дел                                                    | Мария Охисало Криста Микконен                               | 10 декабря 2019 — 19 ноября 2021 19 ноября 2021 — 20 июня 2023                                                           | Зелёный союз             |
| Министр образования                                                       | Ли Андерссон Юсси Сарамо Ли Андерссон                       | 10 декабря 2019 — 16 декабря 2020 17 декабря 2020 — 29 июня 2021 29 июня 2021 — 20 июня 2023                             | Левый союз               |
| Министр юстиции                                                           | Анна-Майя Хенрикссон                                        | 10 декабря 2019 — 20 июня 2023                                                                                           | Шведская народная партия |
| Министр иностранных дел                                                   | Пекка Хаависто                                              | 10 декабря 2019 — 20 июня 2023                                                                                           | Зелёный союз             |
| Министр по сотрудничеству с развивающимися странами и внешней торговле    | Вилле Скиннари                                              | 10 декабря 2019 — 20 июня 2023                                                                                           | СДП                      |
| Министр труда                                                             | Туула Хаатайнен                                             | 10 декабря 2019 — 20 июня 2023                                                                                           | СДП                      |
| Министр обороны                                                           | Антти Кайкконен Микко Савола Антти Кайкконен                | 10 декабря 2019 — 5 января 2023 5 января 2023 — 28 февраля 2023 28 февраля — 20 июня 2023                                | Финляндский центр        |
| Министр по делам Европы и управления собственностью                       | Тютти Туппурайнен                                           | 10 декабря 2019 — 20 июня 2023                                                                                           | СДП                      |
| Министр по делам местного самоуправления                                  | Сирпа Паатеро                                               | 10 декабря 2019 — 20 июня 2023                                                                                           | СДП                      |
| Министр транспорта и связи                                                | Тимо Харакка                                                | 10 декабря 2019 — 20 июня 2023                                                                                           | СДП                      |
| Министр науки и культуры                                                  | Ханна Косонен Анника Саарикко Антти Курвинен Петри Хонконен | 10 декабря 2019 — 6 августа 2020 6 августа 2020 — 27 мая 2021 27 мая 2021 — 29 апреля 2022 29 апреля 2022 — 20 июня 2023 | Финляндский центр        |
| Министр по делам окружающей среды и климата                               | Криста Микконен Эмма Кари Мария Охисало                     | 10 декабря 2019 — 19 ноября 2021 19 ноября 2021 — 7 июня 2022 7 июня 2022 — 20 июня 2023                                 | Зелёный союз             |
| Министр сельского и лесного хозяйства                                     | Яри Леппя Антти Курвинен                                    | 10 декабря 2019 — 29 апреля 2022 29 апреля 2022 — 20 июня 2023                                                           | Финляндский центр        |
| Министр экономического развития                                           | Мика Линтиля                                                | 10 декабря 2019 — 20 июня 2023                                                                                           | Финляндский центр        |
| Министр социальной сферы и здравоохранения                                | Айно-Кайса Пеконен Ханна Сарккинен                          | 10 декабря 2019 — 29 июня 2021 29 июня 2021 — 20 июня 2023                                                               | Левый союз               |
| Министр по делам семьи и базовым услугам                                  | Криста Киуру Аки Линден                                     | 10 декабря 2019 — 4 февраля 2022 4 февраля 2022 — 20 июня 2023                                                           | СДП                      |
| Министр по делам сотрудничества со странами Северной Европы и равноправия | Томас Блумквист                                             | 10 декабря 2019 — 20 июня 2023                                                                                           | Шведская народная партия |

В состав правительства вошли представители пяти партий: Социал-демократической партии (семь портфелей), Финляндского центра (пять портфелей), Зелёного союза (три портфеля), Левого союза и Шведской народной партии (по два портфеля). В средствах массовой информации правительство по причине такого представительства партий называют «левоцентристским».
Общее число министров — 19, из них двенадцать женщин и семь мужчин (до ухода в отпуск Ли Андерссон).

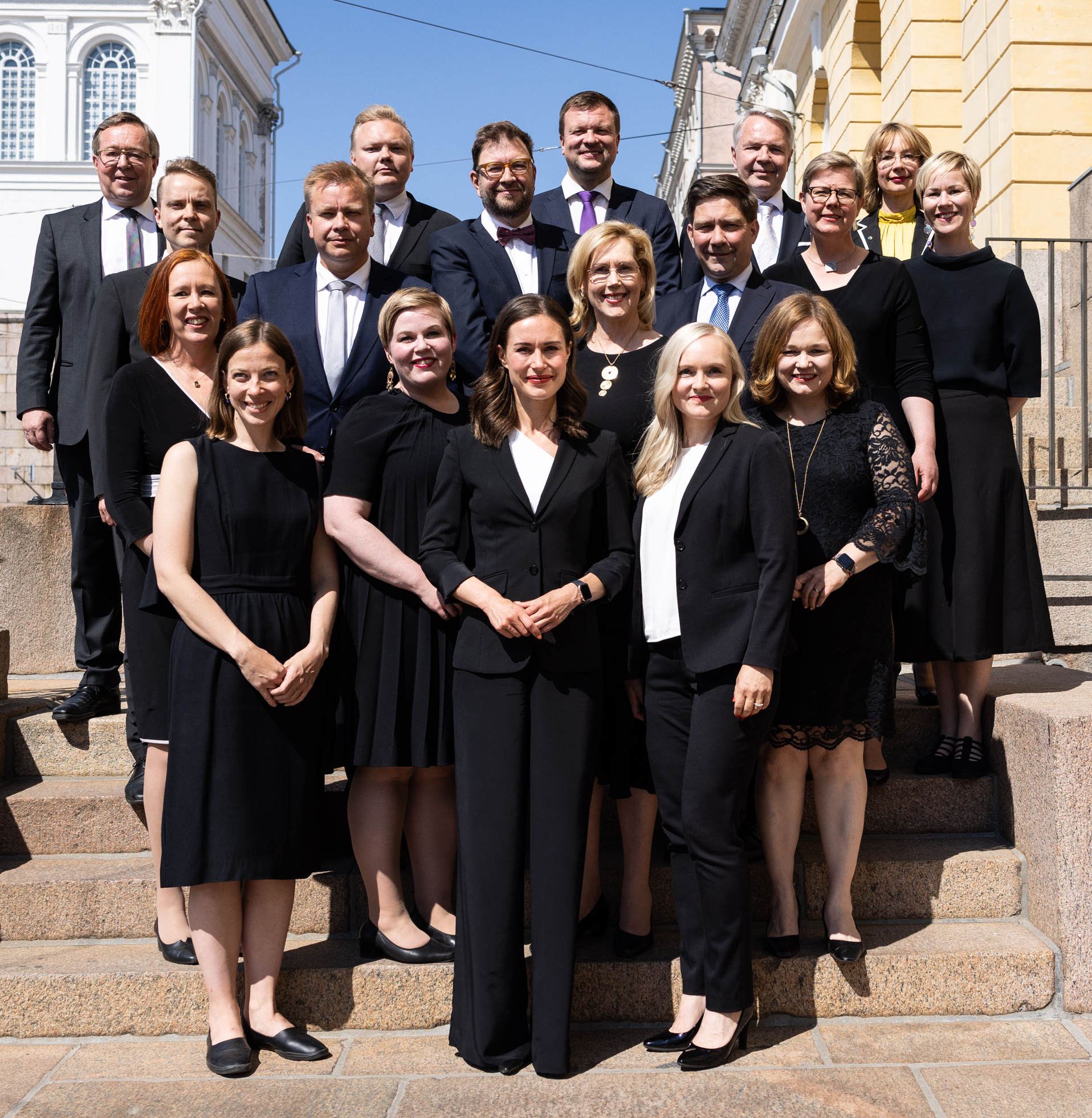
Групповой портрет кабинета Марин в день отставки, 20 июня 2023 года